# 25800 Glukhovsky
25800 Glukhovsky este o planetă minoră (asteroid), cu un diametru de 16,313 km, din centura de asteroizi. A fost descoperită pe 4 februarie 2000 la Experimental Test Site⁠(d) de Lincoln Near-Earth Asteroid Research. 
Obiectul prezintă o orbită caracterizată de o semiaxă mare de 3,9822547 UAi, o excentricitate de 0,13, o înclinație de 2,41095 ° în raport cu ecliptica.